# Euryprosopus
Euryprosopus is een kevergeslacht uit de familie van de boktorren (Cerambycidae). De wetenschappelijke naam van het geslacht werd voor het eerst geldig gepubliceerd in 1853 door White.

## Soorten
Euryprosopus is monotypisch en omvat slechts de volgende soort:
- Euryprosopus clavipes White, 1853